# Потошка Вас
Потошка Вас (словен. Potoška vas) — поселення в общині Загорє-об-Саві, Засавський регіон, Словенія. Висота над рівнем моря: 333,4 м.